# Factoría romana de La Algaida

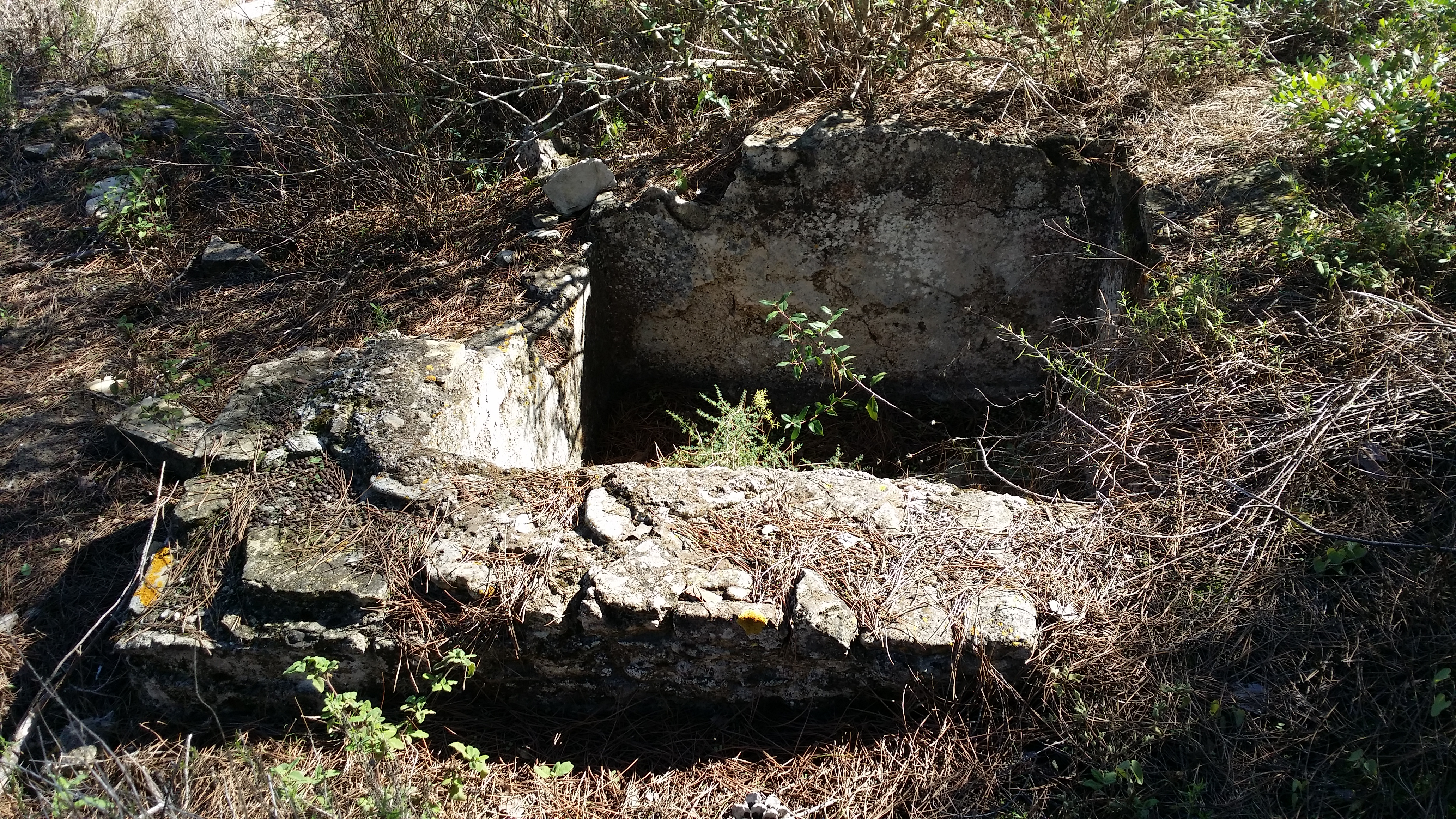
Factoría romana de La Algaida

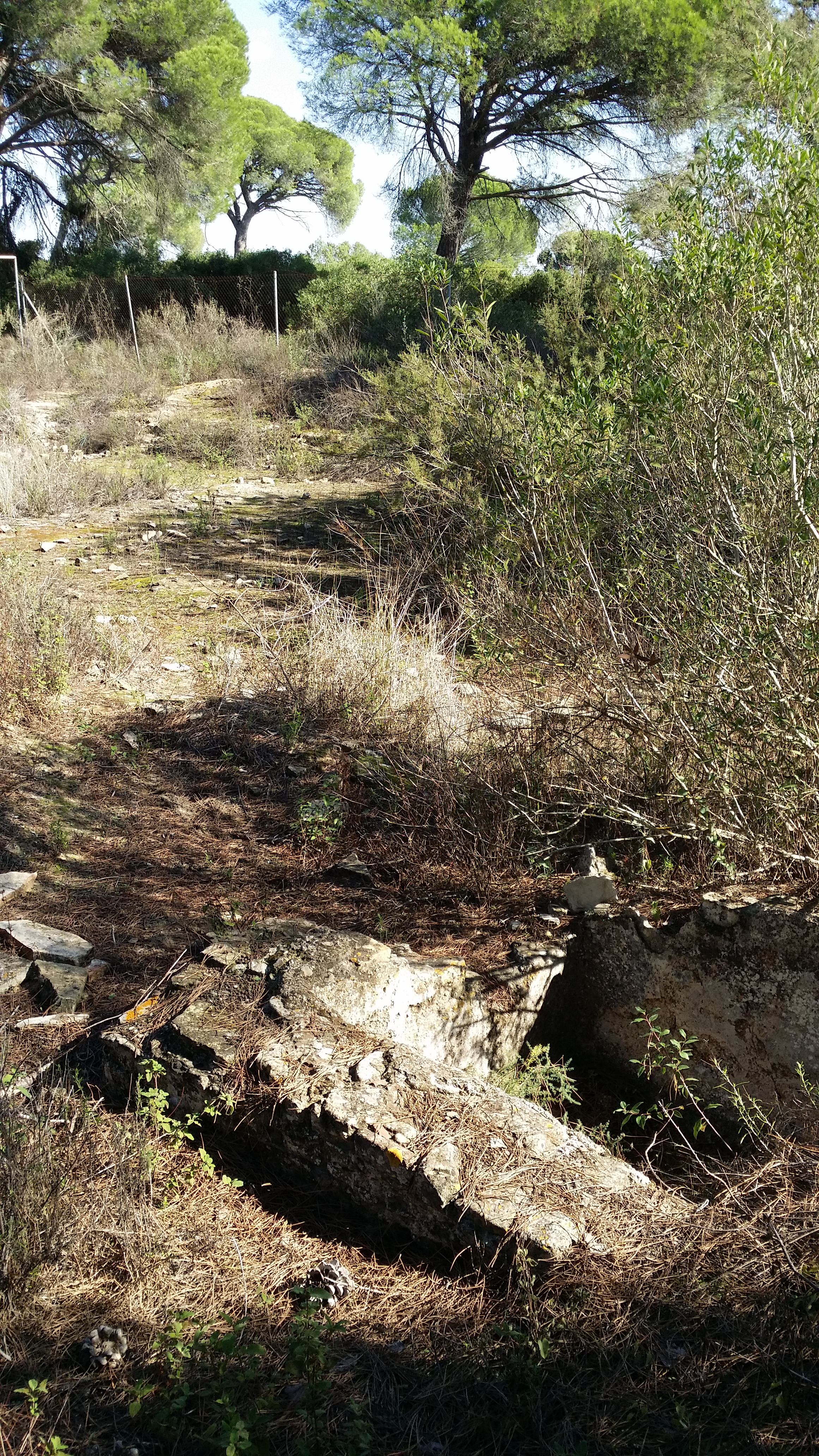
Factoría romana La Algaida

La Factoría romana de La Algaida es un yacimiento arqueológico excavado por el director del Museo Municipal de Jerez de la Frontera, Don Manuel Esteve Guerrero en 1952. Se encuentra situado en el Pinar de La Algaida, Sanlúcar de Barrameda, Andalucía, España. 
Ramón Corzo Sánchez director del Museo de Cádiz trabajó posteriormente en esta excavación en los años 80 y llegó a la conclusión de que no era una factoría para salazones sino una factoría naval. 
Se calcula que el edificio fue abandonado a principios del siglo II d. C.